# Pachycrepoideus
Pachycrepoideus är ett släkte av steklar som beskrevs av William Harris Ashmead 1904. Pachycrepoideus ingår i familjen puppglanssteklar.
Kladogram enligt Catalogue of Life och Dyntaxa:
| Pachycrepoideus | \| \| Pachycrepoideus schedli \| \| \| \| \| \| Pachycrepoideus veerannai \| \| \| \| \| \| Pachycrepoideus vindemmiae \| \| \| \| |
|                 | \| \| Pachycrepoideus schedli \| \| \| \| \| \| Pachycrepoideus veerannai \| \| \| \| \| \| Pachycrepoideus vindemmiae \| \| \| \| |
|                 | Pachycrepoideus schedli |
|                 | |
|                 | Pachycrepoideus veerannai |
|                 | |
|                 | Pachycrepoideus vindemmiae |
|                 | |